# When We Were Beautiful (film)
When We Were Beautiful è un film documentario del 2009 diretto da Phil Griffin.
Documentario musicale sulla rock band statunitense Bon Jovi, è stato girato nel 2008 durante il Lost Highway Tour e celebra un evento importante per la band: i 25 anni di carriera.
Dopo essere stato proiettato in anteprima al Tribeca Film Festival il 29 aprile 2009, il documentario è andato in onda sul canale via cavo Showtime il 24 ottobre 2009. È disponibile in formato DVD nell'edizione deluxe dell'album The Circle e nell'edizione Bluray del concerto Live at Madison Square Garden.
L'omonimo brano When We Were Beautiful, che accompagna i titoli di coda, è stato pubblicato nel 2010 come singolo, tratto dall'album The Circle.